# 马槽广场

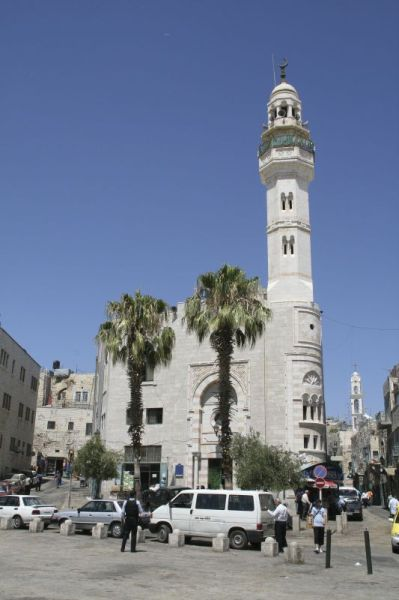
伯利恒中心的马槽广场

马槽广场是位于伯利恒中心的城市广场，得名于耶稣降生的马槽。马槽广场上的圣诞教堂可能是世界上现存最古老的教堂。巴勒斯坦和平中心和该市唯一的清真寺——奥马尔清真寺也位于马槽广场。几条与耶稣有关的街道汇集到广场：星街和基督降生街。
1998-1999年，马槽广场得到修复，以减轻交通拥堵，目前只允许步行通过。它主要用作当地人和众多朝圣者的集会地点。广场上安设了长椅和白色微黄的大理石喷泉。

## 圣诞庆祝

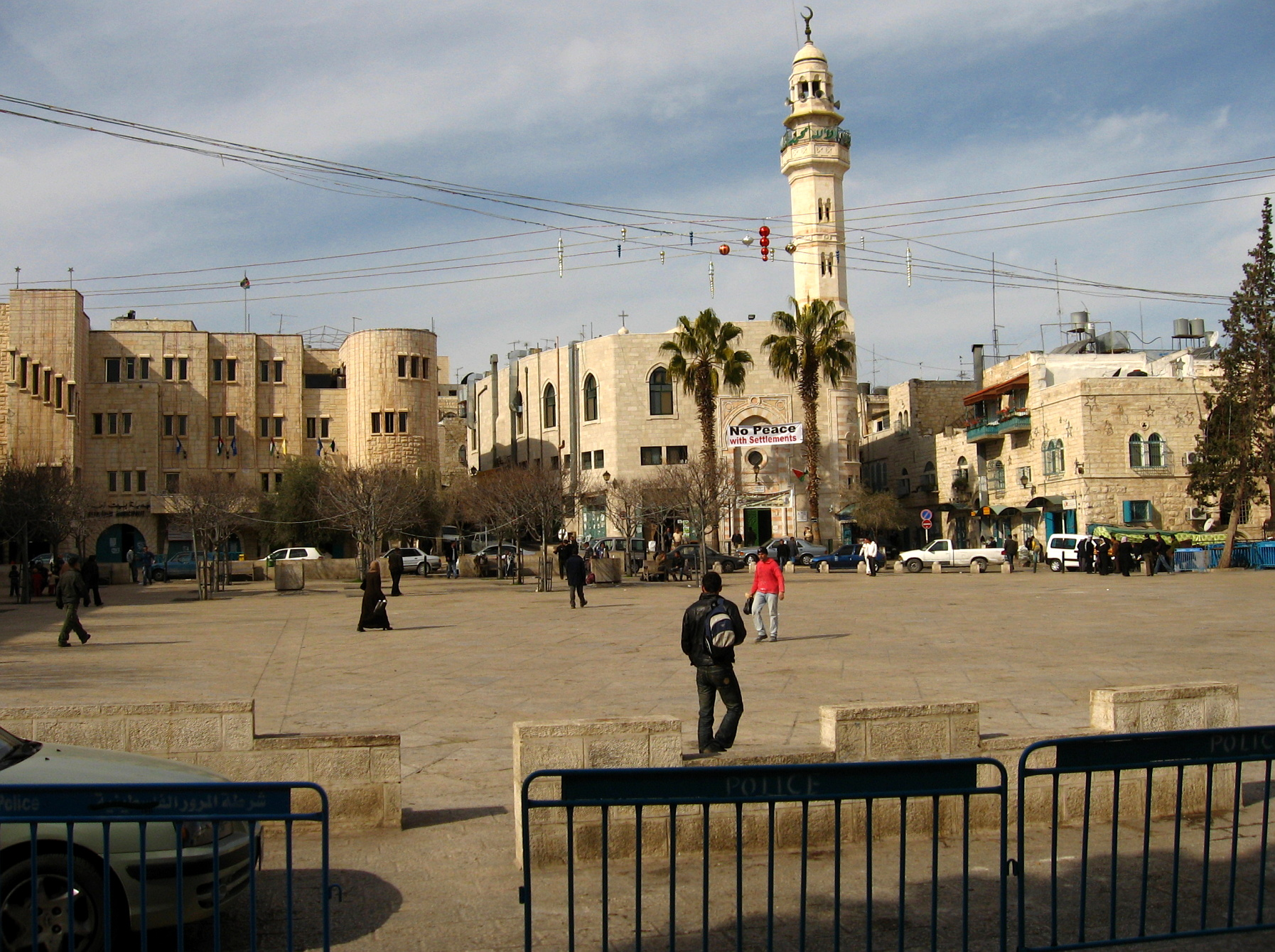
马槽广场和奥马尔清真寺

伯利恒所有的圣诞節庆祝活动都选择在马槽广场，广场上安放巨大的圣诞树。传统上，在圣诞教堂的子夜弥撒开始前，当地人和朝圣者都聚集在马槽广场高唱圣诞颂歌。希腊正教会耶路撒冷大主教区和亚美尼亚使徒教会使用儒略历，而天主教會使用格里高利历，因此东西方教会在不同的日期庆祝平安夜。天主教会在12月25日庆祝圣诞；东正教会则在1月7日庆祝圣诞。

## 围困伯利恒圣诞教堂
2002年5月，一支以色列国防军袭击马槽广场，估计有120 ~ 240名当地人（包括一些武装人员）占据了圣诞教堂，于是开始了长达5周的围困。有数名巴勒斯坦人在教堂内被以色列士兵射杀。最后签订了一份协议，13名武装人员经塞浦路斯前往欧洲国家，另外26人被送到加沙，其余人被释放，围困宣告结束。